# シクロアルキン

単離可能な最小のシクロアルキンである、シクロオクチン

シクロアルキン（英: Cycloalkyne）はアルキンのアナログで、三重結合を持つ環式化合物の総称。一般式Cn H2n-4で表される。通常は非常にひずんだ分子構造となり、環の炭素原子が多く柔軟な構造の場合にのみ存在する。安定して単離可能なシクロアルキンは、炭素数8のシクロオクチン（C8H12）である。ただし、試薬を使うことにより、これより小さなシクロアルキンを捕捉することができる。しかし高校化学では考える必要はない。

## 合成
シクロアルキンは、シクロアルケンからベータ水素脱離により製造できる。また、アルキリデンカルベンの環を拡大することによっても作ることができる。